# 五层龙
五层龙（学名：Salacia prinoides）为卫矛科五层龙属的植物。分布在斯里兰卡、印度、柬埔寨、缅甸、老挝、越南以及中国大陆的广东等地，生长于海拔60米至700米的地区，一般生于丛林中，目前尚未由人工引种栽培。